# یواس‌اس باکلان (ام‌اچ‌سی-۵۷)
یواس‌اس باکلان (ام‌اچ‌سی-۵۷) (به انگلیسی: USS Cormorant (MHC-57)) یک کشتی است که طول آن ۱۸۸ فوت (۵۷ متر) می‌باشد. این کشتی در سال ۱۹۹۵ ساخته شد.